# Eriopus enervis
Eriopus enervis là một loài Rêu trong họ Hookeriaceae. Loài này được Nog. & Z. Iwats. mô tả khoa học đầu tiên năm 1972.